# Pseudoplesiops
Pseudoplesiops es un género de peces de la familia Pseudochromidae, del orden Perciformes. Este género marino fue descrito científicamente en 1858 por Pieter Bleeker.

## Especies
Especies reconocidas del género:
- Pseudoplesiops annae (Weber, 1913)
- Pseudoplesiops collare Gill, Randall & Edwards, 1991
- Pseudoplesiops howensis Allen, 1987
- Pseudoplesiops immaculatus Gill & Edwards, 2002
- Pseudoplesiops occidentalis Gill & Edwards, 2002
- Pseudoplesiops revellei Schultz, 1953
- Pseudoplesiops rosae Schultz, 1943
- Pseudoplesiops typus Bleeker, 1858
- Pseudoplesiops wassi Gill & Edwards, 2003